# James Augustine Farrell
James Augustine Farrell. född 1863 i New Haven, Connecticut, död 1943, var en amerikansk affärs- och industriman.
Farrel var ursprungligen järnarbetare, och gjorde sig känd som en framgångsrik organisatör av den amerikanska stålexporten, framför allt 1903-11, då han var chef för US Steel products export company. Farrell var en av ledarna för US Steel Corporation.